# Zanzibar (pel·lícula)
Zanzibar és una pel·lícula francosuïssa dirigida per Christine Pascal, estrenada el 1989.

## Argument
Un jove productor de cinema independent (interpretat per André Marcon), força brillant però de tarannà difícil, es proposa fer una pel·lícula malgrat els enormes problemes de finançament. Intenta contractar Camille Dor, actriu famosa en hores baixes per culpa de la droga.

## Repartiment
- Fabienne Babe : Camille Dor
- André Marcon: productor Vito Catene
- Francis Girod: Maréchal, el director
- Dominique C. Maurin: Rémy
- Marie-Armelle Deguy: Nicole
- Teco Celio: Bruno
- Raymond Jourdan: Samuel
- Axel Bogousslavsky: Sant Valentí
- Valerie Schlumberger: Pascale
- Christian Pereira: Leguay
- Anemone: La dona amb el vestit taronja